# Bear vs. Shark
Bear vs. Shark est un groupe de rock indépendant américain, originaire de Ferndale, dans le Michigan. Le groupe est formé en 2001, et publie deux albums studio, Right Now You’re in the Best of Hands... (2003) et Terrorhawk 2005), avant de se séparer en 2005. Après une décennie d'inactivité, le groupe annonce son retour en 2016.

## Biographie
Bear vs. Shark est formé en 2001 à Ferndale, dans le Michigan. Il comprend à l'origine le guitariste John Gaviglio, le chanteur Marc Paffi, le bassiste Mike Muldoon, le second guitariste Derek Kiesgen, et le batteur Brandon Moss. Le groupe signe au label Equal Vision Records, et y publie un premier album studio intitulé Right Now, You're in the Best of Hands... en 2003.
Deux ans plus tard, en 2005, ils publient un deuxième album studio intitulé Terrorhawk. Right Now, You're in the Best of Hands...,, et Terrorhawk,, sont très bien reçus par la presse spécialisée, et par les fans de punk en général. Cependant, les ventes ne décollent pas vraiment et ne traduisent qu'un succès d'estime, et Bear vs. Shark se sépare avant d'avoir le temps d'attirer une base de fans nombreuse. Le groupe, qui était réputé pour passer son temps sur les routes en tournée et pour ses concerts survoltés, notamment grâce à la présence charismatique de Marc Paffi, annonce sa séparation en décembre 2005, citant trop de différences personnelles entre ses membres,.
Après une décennie de séparation, le groupe annonce, le 22 mai 2016, un concert de réunion en soutien à Flintkids.org à Flint, qui est suivi par plusieurs dates de concerts,,. Le 28 avril 2017, Equal Vision Records annonce le groupe au Bled Fest organisé le 27 mai 2017.

## Style musical
Naviguant aux frontières des genres punk rock, rock indépendant, punk hardcore, post-hardcore et rock 'n' roll, Bear vs. Shark avait misé sur une originalité déroutante, passée au tamis des influences respectives de ses membres, échappant ainsi à toute tentative de classification et surtout aux risques de tomber dans de la musique de masse. Expérimentation était un mot-clef pour les membres de Bear vs. Shark, comme en témoignent les livrets des albums composés de dessins et toiles de Marc Paffi.

## Membres
- Marc Paffi - chant, guitare, claviers
- Derek Kiesgen - guitare, basse
- Mike Muldoon - guitare, basse, claviers
- John Gaviglio - chant
- Ashley Horak - batterie (2003-2005)[13]

## Discographie
- 2003 : Right Now You’re in the Best of Hands. And If Something Isn’t Quite Right, Your Doctor Will Know in Hurry
- 2005 : Terrorhawk